# Dendrochirus
Dendrochirus is een geslacht van straalvinnige vissen uit de familie van schorpioenvissen (Scorpaenidae). Het geslacht is voor het eerst wetenschappelijk beschreven in 1839 door Swainson.

## Soorten
- Dendrochirus barberi (Steindachner, 1900)
- Dendrochirus bellus (Jordan & Hubbs, 1925)
- Dendrochirus biocellatus (Fowler, 1938)
- Dendrochirus brachypterus (Cuvier, 1829)
- Dendrochirus zebra (Cuvier, 1829) – Gestreepte dwergkoraalduivel